# Kleonik (męczennik)
Kleonik, cs. Muczenik Kleonik (zm. ok. 308 w Amasji) – brat św. Eutropiusza, męczennik chrześcijański, święty Kościoła katolickiego i prawosławnego.

## Hagiografia
Kleonik żył na przełomie III i IV wieku. Wraz z bratem przyjaźnili się ze św. Teodorem Tyronem. Po jego męczeńskiej śmierci, w czasie prześladowań chrześcijan za imperatora Maksymiana Galeriusza, bracia pozostali w więzieniu, Amasji (Pont), broniąc wiary chrześcijańskiej i nawracając wielu pogan. Wraz z Kleonikiem i Eutropiuszem w więzieniu przebywał chrześcijanin imieniem Bazyliszek, bratanek Teodora. Kleonika i Eutropiusza za tę działalność poddano różnym torturom: kaleczono ich ciała żelaznymi narzędziami, rany polewano octem i posypywano solą, oblewano gotującą się smołą.
W czasie tortur święty Eutropiusz miał głośno modlić się do Wybawcy:

Daj, Boże, nam cierpliwości doskonałej w ranach tych ze względu na koronę męczeństwa, i przyjdź na pomoc do nas, jako że do sługi Twojego Teodora przyszedłeś.

W odpowiedzi na błaganie świętego, męczennikom objawił się sam Pan Bóg z Aniołami oraz św. Teodorem Tyronem, który miał im powiedzieć: Oto na pomoc waszą Wybawca przyjdzie, tak wiedzieć będziecie o wiecznym życiu. Wzmacniani widzeniami Chrystusa i aniołów, mężni bracia nie wyrzekli się wiary. Skazano ich na śmierć przez ukrzyżowanie.
Wyrok wykonano 3 marca około 308 roku w Amasya. Św. Bazyliszek dostał się do niewoli i został ścięty mieczem 22 maja, tegoż roku, w mieście Komana w Poncie.

## Kult
Rzymskie Martyrologium tak wspomina trójkę świętych: Również św. Kleonikusa, Eutropiusza i Bazylizeusza, Żołnierzy, którzy zwyciężyli chwalebnie prześladowanie maksymiańskie z czasów namiestnika Asclepiadesa przez śmierć na krzyżu.
Wspomnienie liturgiczne Kleonika i Towarzyszy obchodzone jest w Kościele katolickim 3 marca.
Cerkiew prawosławna wspomina męczenników dwukrotnie:
- 3/16 marca[e], tj. 16 marca (śmierć braci)
- 22 maja/4 czerwca, tj. 4 czerwca według kalendarza gregoriańskiego (śmierć św. Bazyliszka)

### Ikonografia
W ikonografii męczennicy przedstawiani są razem. W prawych rękach trzymają krzyże, w lewych skierowane ostrzem w dół miecze. Stojący zwykle pośrodku Bazyliszek jest bezbrodym młodzieńcem. Kleonik ma brodę dłuższą niż Eutropiusz.